# Heliocentric
Albums de The Ocean
Precambrian
(2007) Anthropocentric
(2010)
Heliocentric est le cinquième album studio du groupe de metal progressif allemand The Ocean, sorti le 9 avril 2010 sous le label Metal Blade Records. Il constitue avec Anthropocentric, sorti le 9 novembre 2010, un double album consacré à la critique du Christianisme. Heliocentric raconte notamment la montée de l'héliocentrisme et les découvertes de Charles Darwin.
Il s'agit du premier album de The Ocean avec Loïc Rosetti au chant.

## Liste des titres
| 1.    | Shamayim                                | 1:53 |
| 2.    | Firmament                               | 7:29 |
| 3.    | The First Commandment of the Luminaries | 6:47 |
| 4.    | Ptolemy Was Wrong                       | 6:28 |
| 5.    | Metaphysics of the Hangman              | 5:41 |
| 6.    | Catharsis of a Heretic                  | 2:08 |
| 7.    | Swallowed by the Earth                  | 4:59 |
| 8.    | Epiphany                                | 3:37 |
| 9.    | The Origin of Species                   | 7:23 |
| 10.   | The Origin of God                       | 4:33 |
| 50:58 |                                         |      |